# Museo Botero
El Museo Botero está situado en La Candelaria, el centro histórico y cultural de Bogotá (Colombia). Alberga una numerosa colección de obras donadas a Colombia por el artista Fernando Botero. De las obras, 87 corresponden a su colección personal de arte universal y el resto, cerca de 123 piezas, fueron realizadas por el mismo artista

## Historia del Museo Botero
Desde finales de los años 60, el artista colombiano Fernando Botero había sido un destacado coleccionista de arte. Inicialmente de piezas precolombinas, posteriormente de arte colonial y más recientemente de dibujo, pintura y escultura moderna universal. Hasta 1999, todas sus colecciones se hallaban dispersas en los apartamentos del artista en Nueva York, París, Montecarlo y Pietrasanta, además de un depósito en un banco suizo, en Bogotá.
Desde mediados de los noventa, Botero había planteado al Museo de Antioquia en Medellín, la posibilidad de donar su colección entera de arte. Sin embargo, la lentitud en la toma de decisiones por parte de las autoridades antioqueñas le llevó a aceptar la propuesta del entonces alcalde de Bogotá, Enrique Peñalosa, de donar su colección a Bogotá. Aunque Peñalosa propuso construir un nuevo museo para albergarla, el artista prefirió entregar su colección particular de arte, valorada en más de 200 millones de dólares, al Banco de la República de Colombia en Bogotá, institución con una larga trayectoria de actividades culturales relacionadas con la numismática, el arte y las bibliotecas, y en cuya Biblioteca Luis Ángel Arango había expuesto años atrás la serie de La Corrida.
En el año 2000, la colección llegó a Colombia después de una exposición en la Fundación Santander Central Hispano de Madrid (España). Tras este obsequio a Bogotá, por petición de las autoridades antioqueñas, el artista aportaría un conjunto significativo de piezas de su autoría al Museo de Antioquia (luego de su cambio de sede), además de un conjunto de esculturas para el Parque Botero (al frente de dicho Museo). Aunque ya el grueso de la colección de artistas internacionales había sido cedido por Botero a Bogotá, este decidió reunir un nuevo conjunto de cerca de 21 piezas (Matta, Lam, Stella, Rodin, etc.), para ser donado al Museo de Antioquia>

## La colección de arte universal
La Curaduría del Museo Botero de Bogotá fue realizada por el mismo Fernando Botero con el apoyo de María Elvira Escallón y José Ignacio Roca. Una de las cláusulas de la donación, fue que ninguna obra donada podía ser prestada o cambiada de ubicación luego de colgada. Por ello, el montaje de las obras se mantiene tal cual como Botero lo decidió.

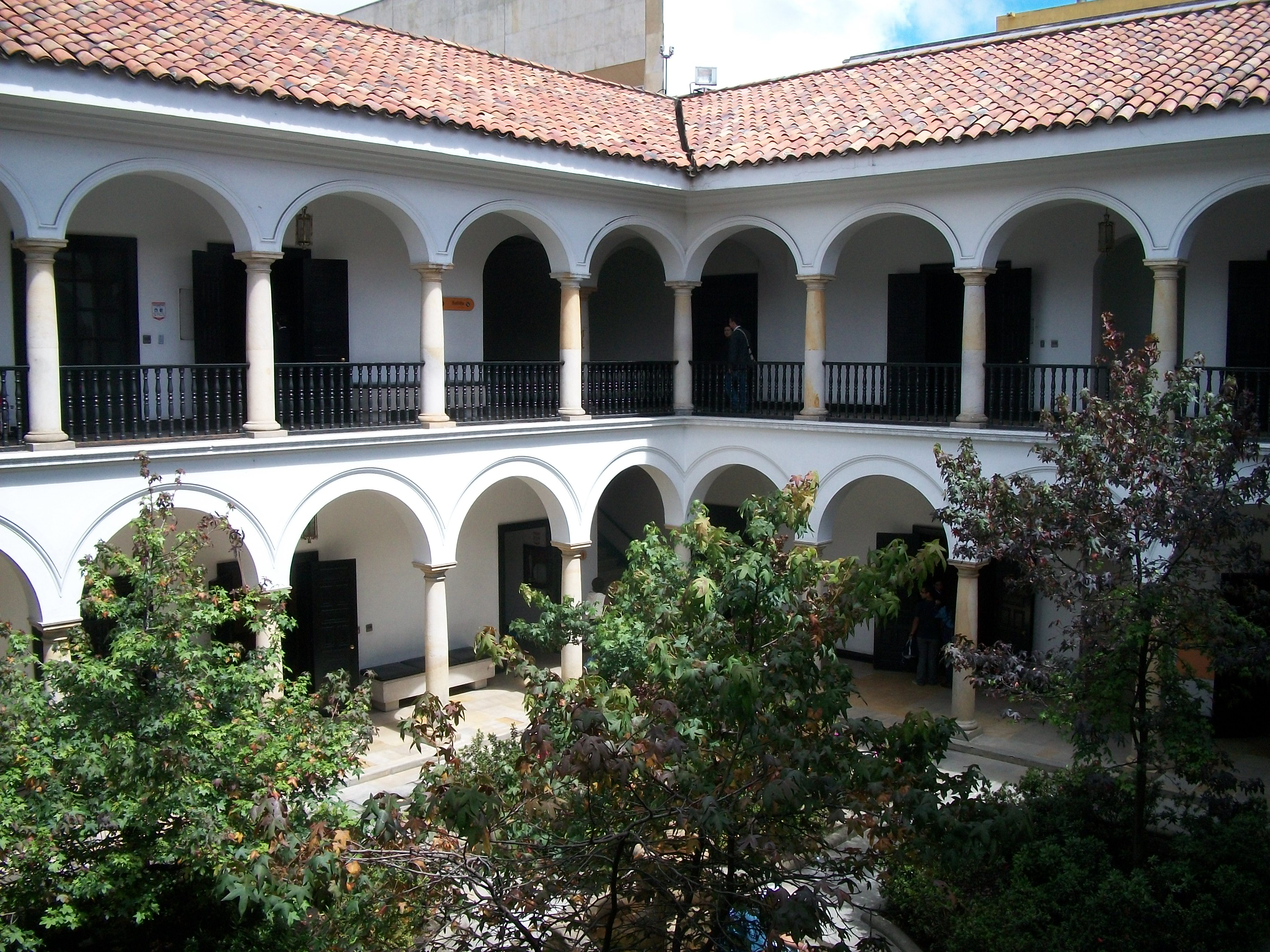
Patio del Museo Botero.

La colección de 87 piezas de arte internacional donadas por el artista, se divide en varios núcleos:
- Una sala dedicada a artistas europeos de fines del siglo XIX e inicios del siglo XX, con búsquedas relacionadas con el impresionismo. Este espacio incluye la obra más antigua de la colección "Gitana con Pandereta" de Jean-Baptiste-Camille Corot, artista pre-impresionista. Del impresionismo, hay dos óleos de Pierre Auguste Renoir, una vista de Ámsterdam de Claude Monet, óleos de Camille Pissarro y Gustave Caillebotte y una escultura de Edgar Degas. Obras posimpresionistas solo hay una: "Bebedora de ajenjo en Grenelle" de Henri de Toulouse-Lautrec. El mismo Botero reconoció la dificultad de comprar obras de artistas posimpresionistas (Van Gogh, Seurat, Cézanne) debido a su alto costo en el mercado del arte.

En esta misma sala se encuentran obras muy posteriores no relacionadas directamente con el impresionismo, como un desnudo de Pierre Bonnard adquirido por Botero luego de una dura negociación a Ernst Beyeler, célebre coleccionista de arte; o un retrato pintado por Edouard Vuillard que Botero tenía en su habitación de Nueva York.
- La siguiente sala la abre una escultura de Salvador Dalí fechada en 1933, de la cual existe una versión en el Museum of Modern Art (MoMA) de Nueva York. Aunque Botero reconoce que no le gusta Dalí, admite que compró esta pieza porque consideraba que ayudaba a "completar" la colección.

El resto de la sala está conformada por óleos de gran formato de artistas de corrientes muy diversas, que oscilan entre el surrealismo, el expresionismo, la nueva objetividad alemana y algunas obras cercanas al cubismo. Otras vanguardias como el Futurismo italiano, el Dadá, el cubismo temprano (sintético y analítico) y el expresionismo alemán más temprano, no están representados. Botero ha reconocido que no le interesa la corriente artística derivada de Duchamp y menos el arte abstracto (las derivaciones de Kandinsky o Klee), que ha calificado en reiteradas ocasiones como meramente "decorativo". 
De este espacio, son destacables dos óleos tardíos de Picasso (uno de ellos, inédito), un óleo de Joan Miró (1953), un óleo de Giacometti y, especialmente, una "Maternidad" (1936) de Max Beckmann, especialmente importante para la historia del arte. La pieza, que perteneció a Quapi Beckmann, la viuda del artista, estuvo colgada en el hall de acceso del apartamento de Botero en Nueva York.
- La siguiente sala, está dedicada a dibujos del siglo XX aunque incluye un óleo de pequeño formato de Jacques Lipchitz (fechado en 1917). Son especialmente destacables un pastel de Edgar Degas, una acuarela pintada en 1922 por el alemán George Grosz, dos dibujos de Léger, uno de Henri Matisse, otro de Gustav Klimt y dos dibujos de Balthus, uno de ellos, un estudio preparatorio para la célebre "Lección de Guitarra" (1934), comprado por Botero a la viuda del poeta Paul Éluard. Esta última obra, ha sido prestada en varias ocasiones al Metropolitan Museum de Nueva York y a la Tate Gallery de Londres.[2]

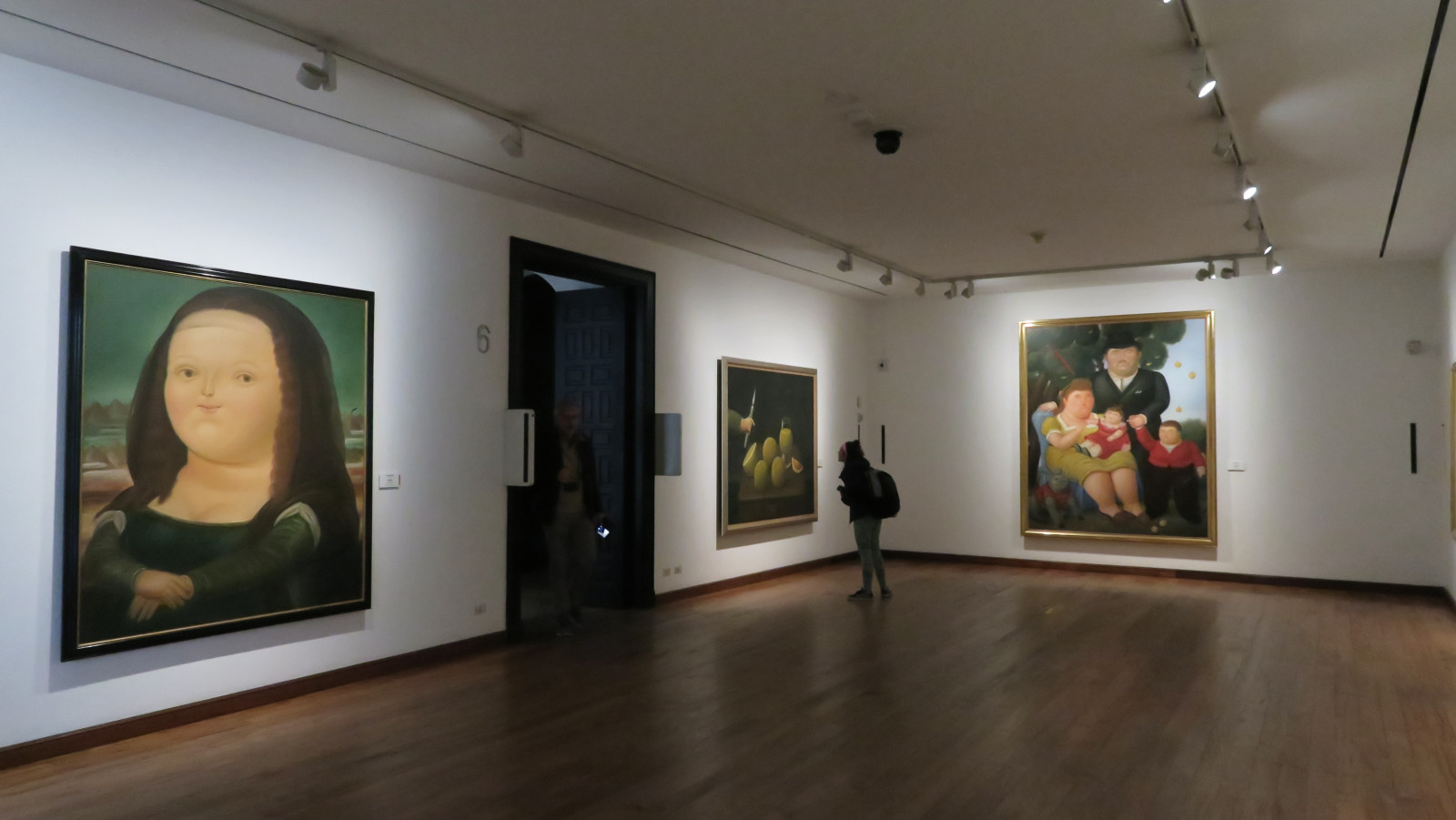
Sala del museo con pinturas de Botero.

- La colección internacional continua en el segundo piso con un espacio dedicado a las vanguardias americanas de mediados del siglo XX: comparten el espacio óleos de artistas latinoamericanos como Wifredo Lam o Roberto Matta con obras de los norteamericanos Robert Rauschenberg o Willem de Kooning. La única obra enteramente abstracta del espacio es un óleo de Robert Motherwell. Salvo un óleo de Kitaj, la Colección Botero ignora completamente al arte pop (Warhol, Liechtenstein, etc.) y al abstraccionismo más contundente (Jackson Pollock, Cy Twombly, Clyfford Still, Mark Rothko, etc.). Este sesgo, responde a las reiteradas críticas que Botero hace a la abstracción, del cual su propia obra se aleja por completo.[1]

- La siguiente sala posee varias obras importantes de la segunda mitad del siglo XX: un estudio para un niño de Francis Bacon, un Jean Dubuffet de 1963 (según algunos, la primera obra adquirida por Botero para su colección), un Joaquín Torres García y un Antoni Tàpies (adquirido por Botero luego de haber hablado mal de Tàpies en una entrevista), entre muchas otras piezas.[2]

- El siguiente espacio, dedicado a la escultura, incluye obras de Aristide Maillol, Alexander Calder, Anthony Caro, Giacomo Manzú, Henry Moore y Max Ernst, entre muchos otros artistas.

### Obras impresionistas en el Museo

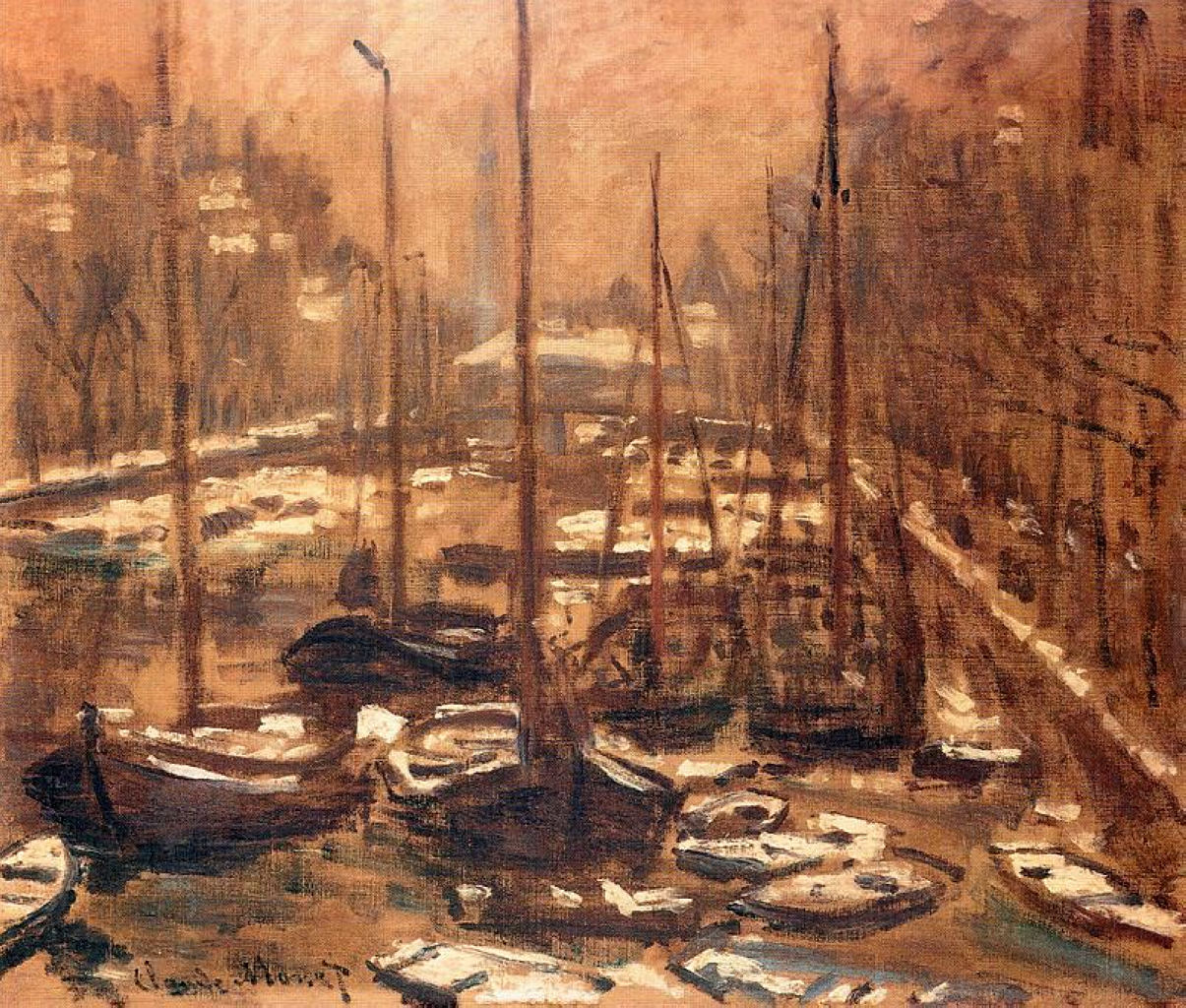
Claude Monet. El Geldersekade de Amsterdam en invierno, 1871-1874.
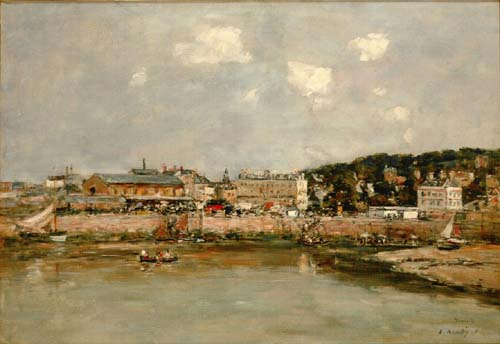
Eugène Boudin. El puerto de Trouville, 1884.
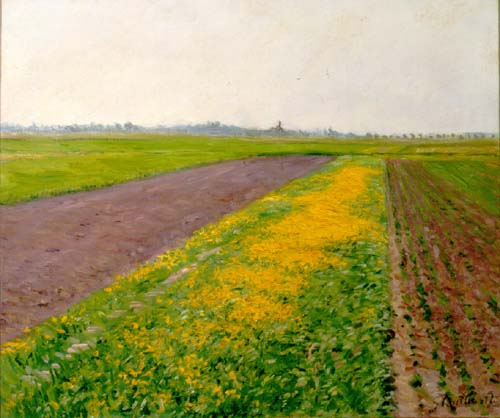
Gustave Caillebotte. La llanura de Gennevilliers, 1884.
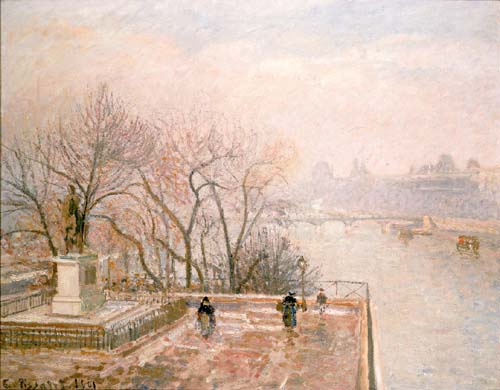
Camille Pissarro. El Louvre, mañana brumosa, 1901.
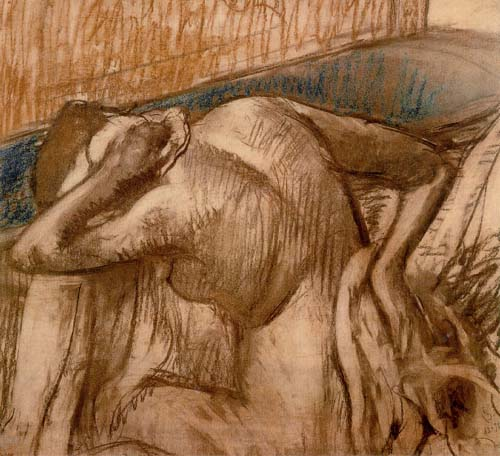
Edgar Degas. Mujer en el baño, 1902.

## La colección de obras realizadas por Fernando Botero
La colección de cerca de 123 piezas incluye numerosos óleos, dibujos, pasteles, sanguinas y esculturas realizadas por Botero especialmente durante los últimos veinte años. Su producción más temprana (cuarentas, cincuentas y sesentas) no se encuentra representada. Estos períodos pueden encontrarse en la exposición permanente del Museo Nacional de Colombia, también en Bogotá.
Dentro de la colección se destaca una versión boteriana de la "Monalisa" de Leonardo da Vinci y una parte de la primera serie sobre la violencia en Colombia ("Pablo Escobar", "Tirofijo", "Carrobomba", "La masacre de Mejor Esquina", etc.), entre otras. La última serie sobre la violencia en Colombia, está en la colección del Museo Nacional de Colombia.
Igualmente, en el segundo piso hay una sala dedicada a esculturas de pequeño y mediano formato elaboradas en bronce y mármol.

## El Museo Botero en el contexto latinoamericano
La colección de arte moderno del Museo Botero resulta valiosa en el ámbito latinoamericano. Junto con el Museo de Bellas Artes de Buenos Aires, el Museo de Arte de São Paulo, el Museo de Arte Contemporáneo de Caracas y el Museo de Arte Contemporáneo de la Universidad de São Paulo se constituye, en su género, en una de las colecciones más importantes de América Latina.